# Эбита
Эбита (в верховье Чаушка, устар. Шошка) — река в Актюбинской области Казахстана. Устье реки находится в 1662 км по левому берегу реки Урал. Длина реки составляет 47 км.
В 37 км от устья по правому берегу впадает река Актобе.